# Nhà hát Erkel
Nhà hát Erkel (tiếng Hungary: Erkel Színház) là nhà hát lớn nhất ở Budapest, Hungary. Từ năm 1951, nhà hát này trở thành một phần của Nhà hát Opera Quốc gia Hungary.

## Lịch sử
- Tên gọi đầu tiên của công trình công cộng này là Nhà hát nhân dân (A Népopera). Tòa nhà được xây dựng trong vòng 9 tháng dựa theo thiết kế của các kiến trúc sư: Dezső Jakab, Komor Marcell và Géza Márkus. Lễ khánh thành nhà hát diễn ra vào ngày 7 tháng 12 năm 1911. Lúc bấy giờ, nhà hát đã sở hữu đầy đủ trang thiết bị, bao gồm: một sân khấu (rộng 14 mét và cao 8,5 mét), một cây đàn organ và một khán phòng lớn (kích thước 40 x 10 mét). Ngoài ra, khán phòng cũng được trang trí bằng một bức bích họa lớn của họa sĩ Bertalan Pór.[2][3]
- Sau khi Thế chiến thứ nhất bắt đầu, nhà hát buộc phải đóng cửa vào năm 1915. Năm 1917, tòa nhà được hiện đại hóa và đồng thời được đổi tên thành Nhà hát Thành phố (Városi Színház).[3]
- Trong giai đoạn 1940 - 1945, nhà hát này đóng vai trò như một trung tâm biểu diễn nghệ thuật, nơi trình diễn các vở kịch nổi tiếng, các buổi hòa nhạc và nhiều sự kiện văn học.
- Trong giai đoạn 1946 - 1947, tòa nhà tạm thời hoạt động như một rạp chiếu phim.
- Từ năm 1951, Nhà hát Opera Quốc gia Hungary quản lý trụ sở này.[1] Năm 1953, tòa nhà chính thức lấy tên gọi là Nhà hát Erkel (Erkel Színház) để vinh danh nhà soạn nhạc người Hungary - Ferenc Erkel (1810 - 1893).
- Trong giai đoạn 2007 - 2013, nhà hát tạm thời phải đóng cửa để cải tạo lại, nhằm nâng cao chất lượng cơ sở hạ tầng.[4]